# Schmalblättriger Doppelsame
Der Schmalblättrige Doppelsame (Diplotaxis tenuifolia), auch Wilde Rauke oder Stinkrauke genannt, ist eine Pflanzenart aus der Gattung Doppelsamen (Diplotaxis) innerhalb der Familie der Kreuzblütengewächse (Brassicaceae). Sie wird unter dem Namen Rucola gehandelt und als Salat oder Gewürz verwendet.

## Beschreibung

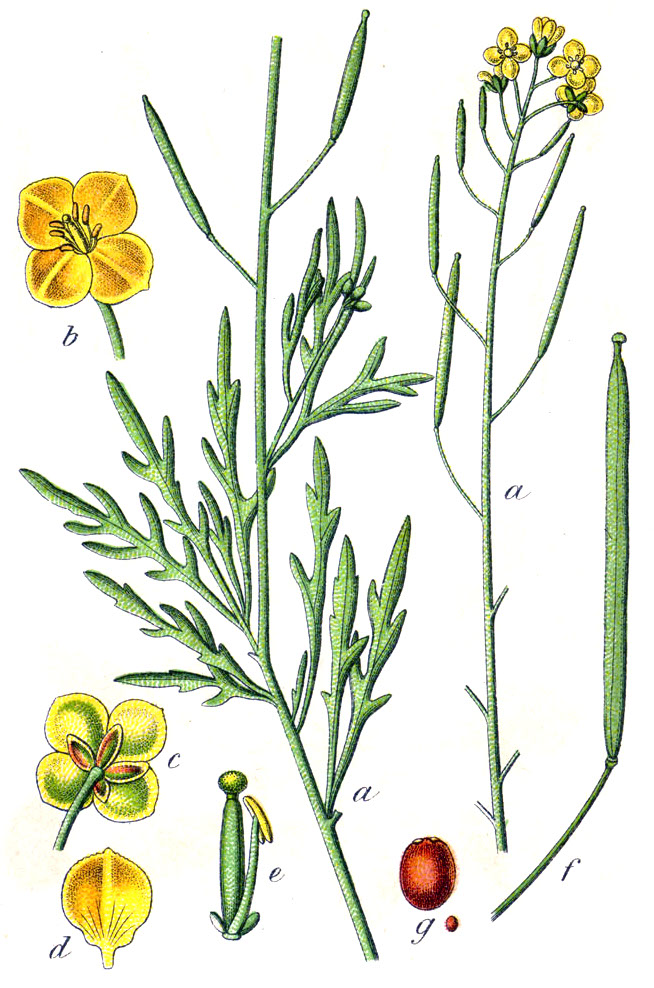
Illustration aus Sturm

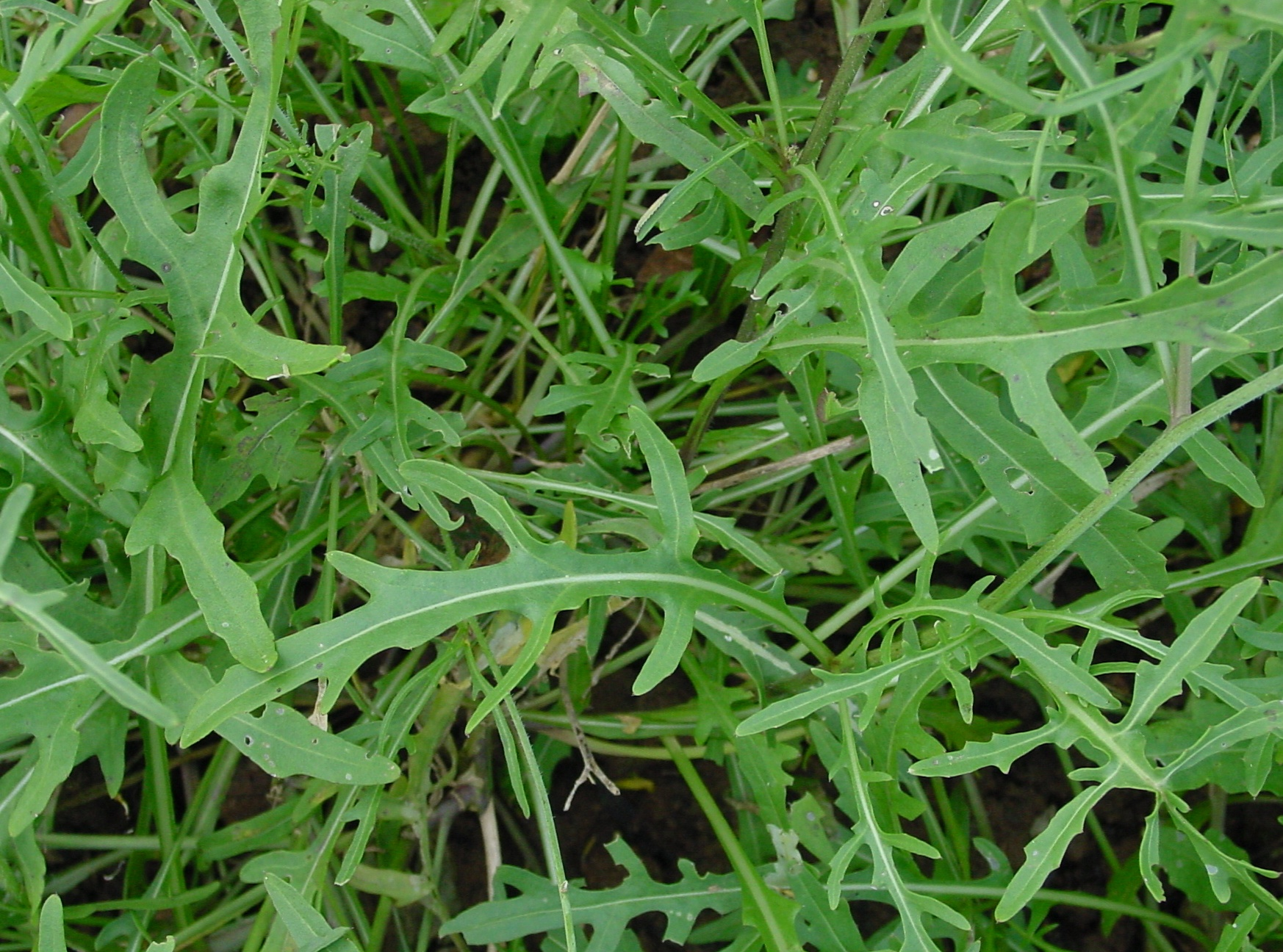
Laubblätter, die auch unter dem Namen Rucola gehandelt werden

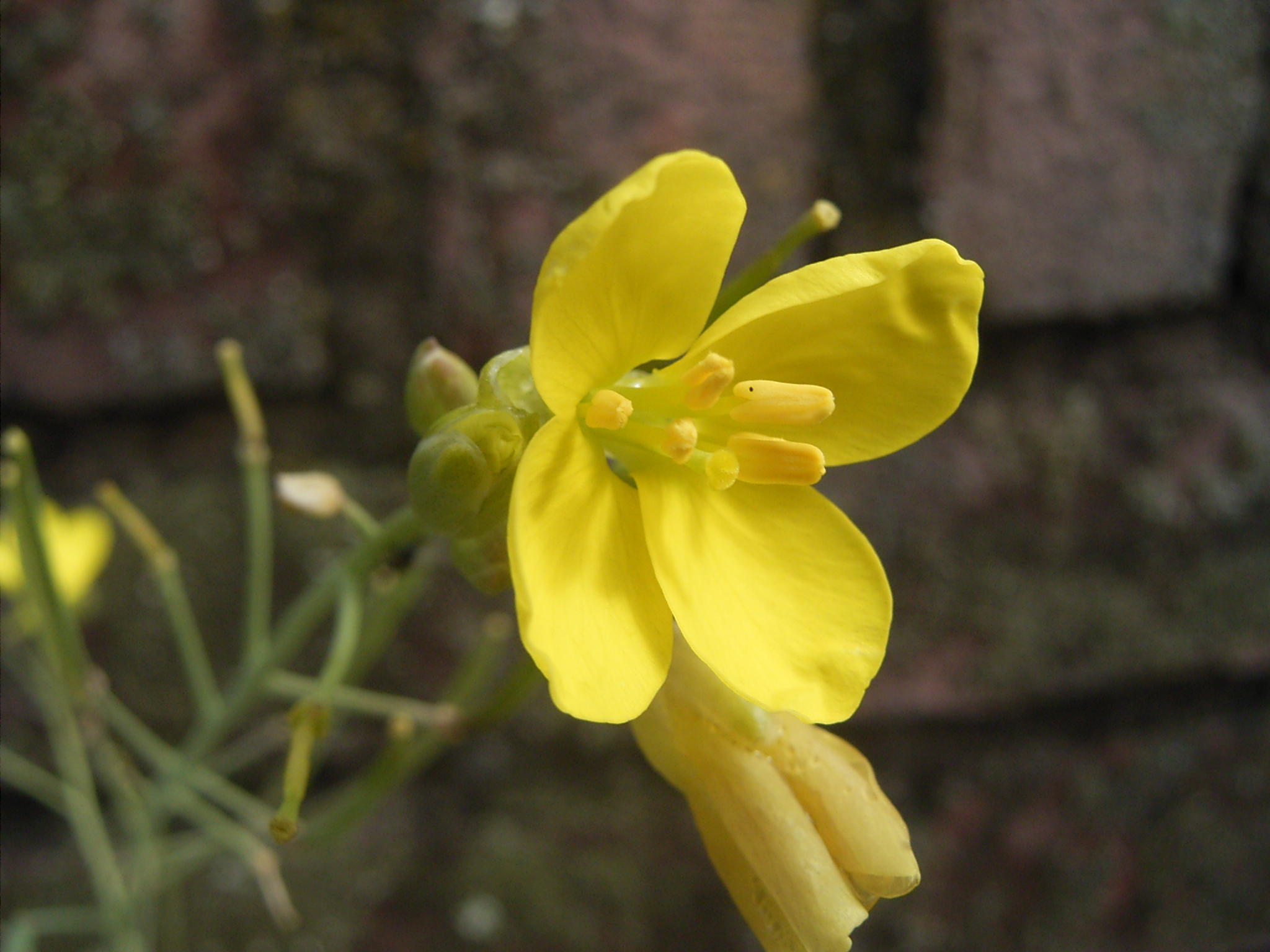
Blüte mit vier Kronblättern und sechs Staubblättern

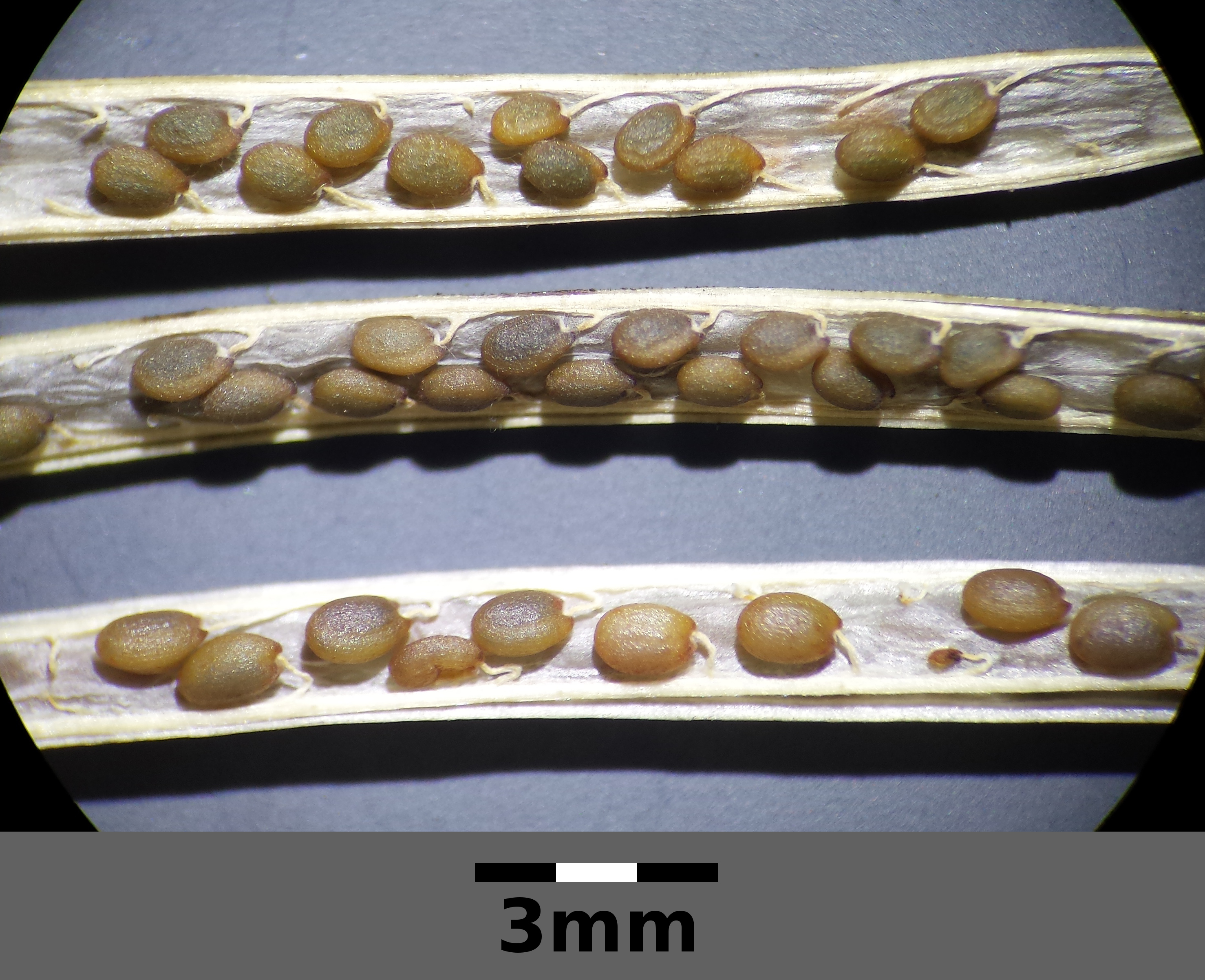
Geöffnete Schoten

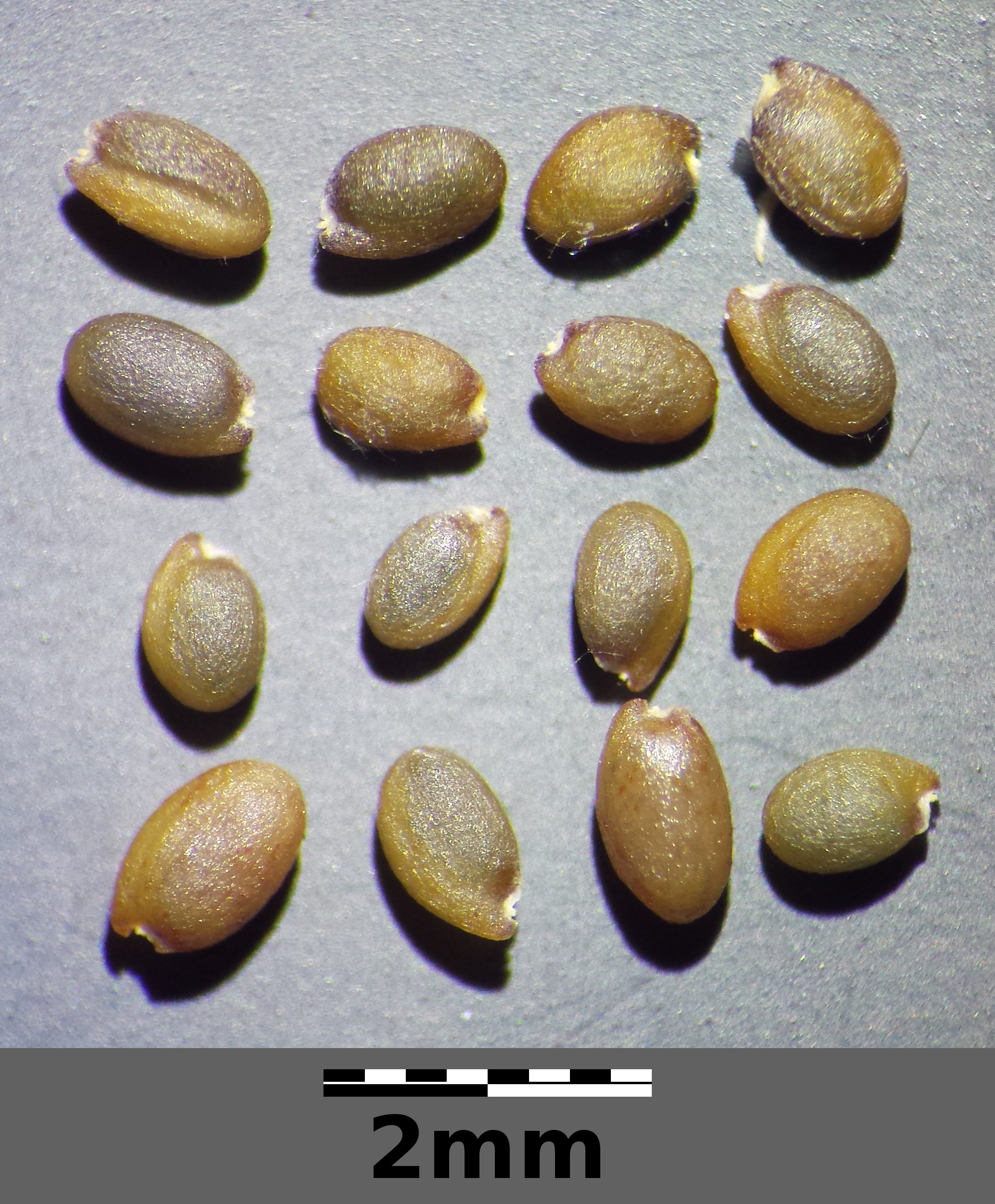
Samen

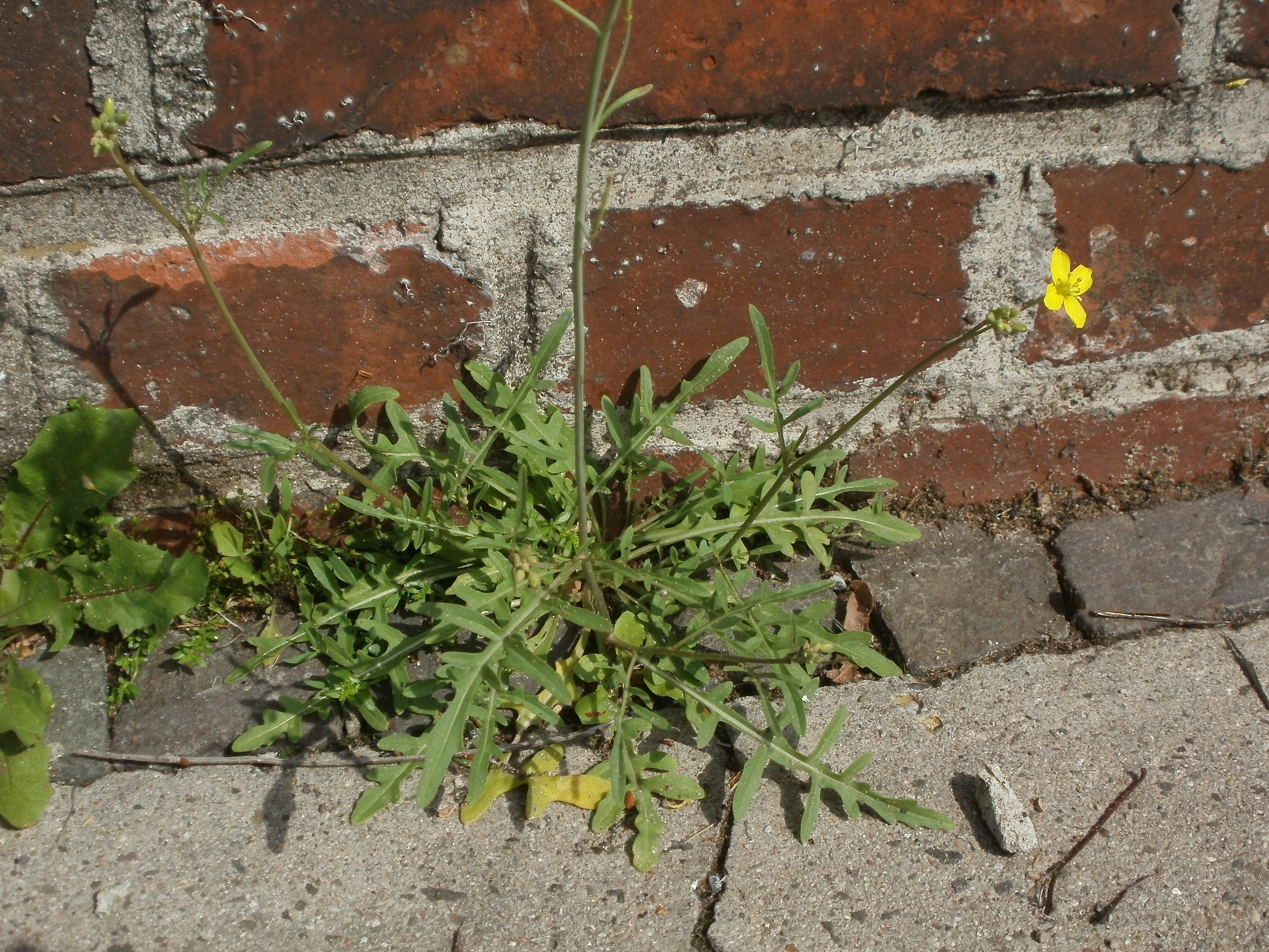
Habitus

### Erscheinungsbild und Laubblatt
Der Schmalblättrige Doppelsame wächst als ausdauernde krautige Pflanze und erreicht Wuchshöhen von 20 bis 70, selten bis zu 100 Zentimetern. Die Pflanzenteile, besonders die Blätter, riechen durch Senfölglycoside intensiv-scharf, würzig. Die grünen Pflanzenteile sind bereift. Der aufrechte, häufig verzweigte Stängel ist mehr oder weniger kahl und kann am Grunde etwas verholzen.
Es wird keine deutliche grundständige Blattrosette ausgebildet. Der Stängel ist mindestens bis zur Mitte beblättert und trägt etwa drei bis sechs gestielte, kahle Laubblätter. Bei den unteren Laubblättern sind die Blattspreiten mit einer Länge von 2 bis 15 Zentimetern und einer Breite von 1 bis 6, selten bis zu 8 Zentimetern elliptisch bis verkehrt-eiförmig mit einem gewellten Rand oder sind bis zu tief fiederteilig, mit zwei bis fünf länglichen bis linearen Abschnitten. Die oberen Laubblätter sind oft den unteren ähnlich, aber je weiter nach oben mit schmaleren Abschnitten.

### Blütenstand und Blüte
Die Blütezeit reicht von Mai bis September. In einem endständigen, anfangs schirmtraubigen, später traubigen Blütenstand stehen viele Blüten zusammen.
Die zwittrigen Blüten sind vierzählig. Die vier 4 bis 7 Millimeter langen Kelchblätter besitzen einen deutlichen weißen Hautrand und sind kahl oder mit geraden Trichomen flaumig behaart. Die vier schwefelgelben, auf der Unterseite deutlich helleren Kronblätter sind 7 bis 11, selten bis zu 15 Millimeter lang und 5 bis 8 Millimeter breit mit gerundetem Ende. Die sechs Staubblätter bestehen aus 4 bis 8 Millimeter langen Staubfäden und 2,5 bis 3 Millimeter langen Staubbeuteln. Im Fruchtknoten sind 20 bis 32 (selten bis zu 46) Samenanlagen enthalten.

### Frucht und Samen
Der vom Stängel abstehende Fruchtstiel ist mit einer Länge von 0,8 bis 3,5 Millimeter etwa so lang wie die Schoten, außerdem befindet sich zwischen Kelchansatz und Schote ein 0,5 bis 3 Millimeter langer Abschnitt. Die meist aufrechten Schoten weisen eine Länge von 2 bis 4 selten bis zu 6 Zentimeter und einen Durchmesser von 1,5 bis 2,5 Millimeter auf und sind etwas leicht abgeflacht, mit einem 1,5 bis 3 Millimeter langen, schnabelförmigen samenlosen obersten Segment. Die Samen sind zweireihig angeordnet. Die Samen weisen eine Größe von 1 bis 1,3 × 0,6 bis 0,9 Millimeter auf.

### Chromosomenzahl
Die Chromosomenzahl beträgt 2n = 22, auch 14, 18, 42 und 56.

## Ökologie
Der Schmalblättrige Doppelsame ist ein meist mit Grundblättern oder -knospen überdauernder Chamaephyt.
Blattrosetten werden nur im 1. Jahr gebildet. Der Schmalblättrige Doppelsame besitzt eine Pfahlwurzel.
Biochemisch ist der Schmalblättrige Doppelsame deshalb bemerkenswert, weil sie als einzige Art der heimischen Flora einen intermediären Photosynthese-Mechanismus zwischen C3- und C4 beschreitet. 
Blütenökologisch handelt es „nektarführende Scheibenblumen“ mit mehr oder weniger verborgenem Nektar. Es erfolgt Insekten- und Selbstbestäubung.
Die Schotenfrüchte platzen reif und trocken auf, besonders wenn die Pflanze geschüttelt wird (typischer Trockenstreuer).
Die Samen werden bei Benetzung schleimig; sie verbreiten sich als Klebhafter.

## Vorkommen
Das Verbreitungsgebiet von Diplotaxis tenuifolia umfasst Süd-, Mittel- und Osteuropa, Westasien und den Kaukasusraum. In Nordeuropa, Algerien, auf der Insel Honshu, Australien, Neuseeland, Kanada, in den Vereinigten Staaten, Argentinien und Uruguay ist sie ein Neophyt.
Der Schmalblättrige Doppelsame ist in Deutschland seit 1768 als Neophyt nachgewiesen. In Mitteleuropa findet man ihn gebietsweise häufig in Unkrautgesellschaften, an Wegen, Schuttplätzen, Dämmen, in Brachen, selten auf Äckern. Er gedeiht in Mitteleuropa am besten in mäßig basen- und stickstoffhaltigen, sandig lockeren Böden. Nach Ellenberg ist er eine wärmeliebende Lichtpflanze. Er ist eine Charakterart des Verbands halbruderaler Pionier- und Lockerrasen-Gesellschaften (Convolvulo-Elymion = (Agropyrion) repentis). Nach Oberdorfer ist er sogar eine Charakterart der Assoziation Diplotaxio-Agropyretum, kommt aber auch in Pflanzengesellschaften der Ordnungen Sisymbrietalia oder Onopordietalia vor. Er steigt in den Graubündner Alpen bis 930 Meter Meereshöhe auf.
Die ökologischen Zeigerwerte nach Landolt et al. 2010 sind in der Schweiz: Feuchtezahl F = 2+ (frisch), Lichtzahl L = 4 (hell), Reaktionszahl R = 4 (neutral bis basisch), Temperaturzahl T = 4+ (warm-kollin), Nährstoffzahl N = 4 (nährstoffreich), Kontinentalitätszahl K = 3 (subozeanisch bis subkontinental), Salztoleranz 1 = tolerant.

## Systematik, botanische Geschichte und Verbreitung
Eine der frühesten Nennungen der Art (publiziert 1650) findet sich bei Johann Bauhin, der die Art in Genf beobachtete.
Die Erstveröffentlichung erfolgte 1755 unter dem Namen (Basionym) Sisymbrium tenuifolium durch Carl von Linné. Die Neukombination zu Diplotaxis tenuifolia (L.) DC. wurde 1821 durch Augustin-Pyrame de Candolle veröffentlicht.
Je nach Autor gibt zwei Unterarten:
- Diplotaxis tenuifolia subsp. cretacea (Kotov) Sobrino: Sie kommt in der Ukraine vor.[2]
- Diplotaxis tenuifolia (L.) DC. subsp. tenuifolia: Sie ist in Mittel- und Südeuropa, in der Türkei, Syrien, Armenien und Georgien verbreitet.[2]

## Inhaltsstoffe und Giftigkeit
Wichtige Inhaltsstoffe sind glykosidisch gebundene Senföle, z. B. Glucoerucin, das in Wurzeln und grünen Teilen nachgewiesen wurden.
Diplotaxis tenuifolia enthält die bitter schmeckende und in einer Konzentration über 5 % giftige Erucasäure. Bei Zuchtformen ist der Gehalt niedrig.

## Verwendung
Diplotaxis tenuifolia wird (wie auch Eruca sativa) als Salatpflanze und Würzmittel unter dem Namen Rucola verwendet und gehandelt.